# Çobanabdallı
Çobanabdallı är en ort i Azerbajdzjan.   Den ligger i distriktet Samux Rayonu, i den centrala delen av landet, 290 km väster om huvudstaden Baku. Çobanabdallı ligger 252 meter över havet och antalet invånare är 2 433.
Terrängen runt Çobanabdallı är lite kuperad. Runt Çobanabdallı är det tätbefolkat, med 913 invånare per kvadratkilometer.. Närmaste större samhälle är Ganja, 9,9 km sydväst om Çobanabdallı.
Trakten runt Çobanabdallı består till största delen av jordbruksmark.